# Montañés (1794)
El Montañés fue un navío de línea de la Armada Española construido en la ría de Ferrol y sufragado por las gentes de Cantabria, de ahí su nombre. Se construyó siguiendo el sistema de Romero Landa según la serie de los San Ildefonsos. Los planos constructivos serían modificados por Retamosa para afinar las formas de carena. Fue botado en mayo de 1794, entró en servicio en 1795 y participó en la batalla de Trafalgar.
Era un buque muy rápido para su época, que llegó a dar 14 nudos con viento a favor y 10 ciñendo, su velocidad normal, oscilaba entre 10 y 8 nudos respectivamente. Su obra viva estaba forrada por unas 2 400 planchas de cobre y su armamento era de 74 cañones.

## Historial
Participó en 1795, en un combate contra ocho navíos de línea, uno de ellos de tres puentes, y dos fragatas francesas en la bahía del puerto de San Felíu de Guixols, gracias a su superior velocidad, el Montañés, logró ganar el puerto, y con el apoyo de la artillería de costa, forzar la retirada de los buques franceses. A finales de 1795, zarpó de Cádiz completando su viaje de circunnavegación ocho años después.
En junio de 1805 toma el mando el capitán de navío Francisco Alsedo y formará parte de la división española a las órdenes de Alcalá Galiano, destinada a la defensa de Cádiz para prevenir un posible ataque británico sobre la bahía.
Participó en la batalla de Trafalgar, estando asignado en la segunda división de la escuadra del general Gravina en la que logró sobrevivir aunque con la baja de sus dos comandantes, Francisco Alsedo y Antonio Castaños, teniendo que tomar el mando el teniente de navío Joaquín Gutiérrez de Rubalcaba. En total sufrió 20 muertos y 29 heridos en combate. Consiguió rescatar a los navíos Santa Ana y al Neptuno, capturados por la flota inglesa. Regresó a Cádiz la noche del 21 de octubre de 1805.
Al mando de José Quevedo el 14 de julio de 1808 participó en la captura de la escuadra francesa de Rosilly en Cádiz.
Realizó varios viajes a las Islas Canarias, Baleares y La Habana. En diciembre de 1809 debe zarpar hacia Puerto Rico para llevar prisioneros franceses y regresar con caudales, pero en marzo aún se encontraba a la espera de dicha viaje en Cádiz, ante el asedio francés a la plaza. Fue entonces cuando se desató un fuerte temporal que en la noche del 6 al 7 de marzo de 1810 dejó varados contra el litoral de la bahía de Cádiz a varios buques, entre los cuales se encontraban los navíos Purísima Concepción, San Ramón y e propio Montañés, más el navío portugués María, así como la fragata Nuestra Señora de la Paz. El Montañés quedó varado en la costa de Trocadero a merced de los franceses, siendo incendiado. El buque pudo ser recuperado y se vendió en pública subasta el 12 de marzo de 1822.